# ライナー・シュットラー
ライナー・シュットラー（Rainer Schüttler, 1976年4月25日 - ）は、ドイツ・コルバッハ出身の男子プロテニス選手。2003年全豪オープン男子シングルス準優勝者。2004年アテネ五輪男子ダブルスで、ニコラス・キーファーとペアを組んだ銀メダル獲得もある。自己最高ランキングはシングルス5位、ダブルス40位。ATPツアーでシングルス4勝、ダブルス4勝を挙げた。身長180cm、体重75kg。右利き、バックハンド・ストロークは両手打ち。

## 選手経歴
シュットラーは9歳だった時、ボリス・ベッカーが1985年ウィンブルドン選手権に史上最年少の「17歳7ヶ月」で初優勝した快挙に刺激されてテニスを始めた。1995年にプロ入り。男子テニスの下部のチャレンジツアーを回っていた時期、1996年に名古屋の大会でベスト8進出がある。ベッカーとミヒャエル・シュティヒの後継者として早くから注目されていた、ニコラス・キーファーとトミー・ハースの2人に比べて、シュットラーは遅咲きタイプの選手である。1999年1月にカタール・エクソンモービル・オープンでプロ初優勝を遂げ、初めて世界ランキング50位以内に入る。この年から、彼は男子テニス国別対抗戦デビスカップドイツ代表選手に選ばれた。
それから4年後、2003年全豪オープン男子シングルスにおいて、第31シードだったシュットラーは準決勝でアメリカのアンディ・ロディックを破り、4大大会決勝に初進出を果たす。決勝ではアンドレ・アガシからわずか5ゲームしか奪えず、2-6, 2-6, 1-6の完敗で準優勝に終わった。この時、シュットラーはすでに26歳を迎えていた。
2003年は全豪準優勝の波に乗って好調なシーズンを送り、年間最終ランキング6位につけた。同年10月に来日し、ジャパン・オープン・テニス選手権男子シングルス決勝戦でセバスチャン・グロジャンを7-6, 6-2で破って優勝している。2004年アテネ五輪男子ダブルスで、シュットラーはニコラス・キーファーとペアを組み、決勝でチリのニコラス・マスー/フェルナンド・ゴンサレス組に2-6, 6-4, 6-3, 6-7, 4-6のフルセットで敗れて銀メダルになった。
それからしばらく好成績がなかったが、2008年4月にダブルスで2大会に優勝する。これでシュットラーの男子ツアーダブルス・タイトルは4つになった。2008年ウィンブルドン選手権において、シュットラーは世界ランキング94位の低位置から勝ち進み、32歳にして初のベスト4に進出した。2回戦で第9シードのジェームズ・ブレークを6-3, 6-7, 4-6, 6-4, 6-4のフルセットで破って波に乗り、準々決勝ではアルノー・クレマンに6-3, 5-7, 7-6, 6-7, 8-6で2日がかりの試合で勝利し、5年前の2003年全豪オープン以来の大舞台に姿を見せた。初進出の準決勝では、第2シードのラファエル・ナダルに1-6, 6-7, 4-6のストレートで完敗した。北京五輪の男子シングルスで、シュットラーは1回戦で日本の錦織圭を破った後、2回戦でノバク・ジョコビッチに敗れた。
シュットラーは2012年全豪オープンの予選で敗退した試合が最後の出場になり、2012年10月に正式に現役引退を発表した。

## ATPツアー決勝進出結果

### シングルス: 12回 (4勝8敗)
| 大会グレード                                  |
| グランドスラム (0-1)                          |
| テニス・マスターズ・カップ (0-0)              |
| ATPマスターズシリーズ (0-1)                   |
| ATPインターナショナルシリーズ・ゴールド (1-0) |
| ATPインターナショナルシリーズ (3-6)           |

| サーフェス別タイトル |
| ハード (3-6)         |
| クレー (0-2)         |
| 芝 (0-0)             |
| カーペット (1-0)     |

| 結果   | No. | 決勝日         | 大会                 | サーフェス        | 対戦相手                   | スコア                 |
| ------ | --- | -------------- | -------------------- | ----------------- | -------------------------- | ---------------------- |
| 優勝   | 1.  | 1999年1月4日   | ドーハ               | ハード            | ティム・ヘンマン           | 6–4, 5–7, 6–1          |
| 準優勝 | 1.  | 1999年4月5日   | チェンナイ           | ハード            | バイロン・ブラック         | 4–6, 6–1, 3–6          |
| 準優勝 | 2.  | 2000年1月3日   | ドーハ               | ハード            | ファブリス・サントロ       | 6–3, 5–7, 0–3 途中棄権 |
| 優勝   | 2.  | 2001年9月17日  | 上海                 | ハード            | ミシェル・クラトフビル     | 6–3, 6–4               |
| 準優勝 | 3.  | 2001年9月24日  | 香港                 | ハード            | マルセロ・リオス           | 6–7(3), 2–6            |
| 準優勝 | 4.  | 2001年10月22日 | サンクトペテルブルク | ハード (室内)     | マラト・サフィン           | 6–3, 3–6, 3–6          |
| 準優勝 | 5.  | 2002年4月29日  | ミュンヘン           | クレー            | ユーネス・エル・アイナウイ | 4–6, 4–6               |
| 準優勝 | 6.  | 2003年1月13日  | 全豪オープン         | ハード            | アンドレ・アガシ           | 2–6, 2–6, 1–6          |
| 準優勝 | 7.  | 2003年9月8日   | コスタ・ド・サイペ   | ハード            | シェング・シャルケン       | 2–6, 4–6               |
| 優勝   | 3.  | 2003年9月29日  | 東京                 | ハード            | セバスチャン・グロジャン   | 7–6, 6–2               |
| 優勝   | 4.  | 2003年10月6日  | リヨン               | カーペット (室内) | アルノー・クレマン         | 7–5, 6–3               |
| 準優勝 | 8.  | 2004年4月19日  | モンテカルロ         | クレー            | ギリェルモ・コリア         | 2–6, 1–6, 3–6          |

### ダブルス: 9回 (4勝5敗)
| 結果   | No. | 決勝日         | 大会                 | サーフェス    | パートナー             | 対戦相手                                          | スコア                     |
| ------ | --- | -------------- | -------------------- | ------------- | ---------------------- | ------------------------------------------------- | -------------------------- |
| 優勝   | 1.  | 2001年7月16日  | シュトゥットガルト   | クレー        | ギリェルモ・カナス     | マイケル・ヒル ジェフ・タランゴ                   | 4–6, 7–6(1), 6–4           |
| 準優勝 | 1.  | 2003年10月20日 | サンクトペテルブルク | ハード (室内) | ミハエル・コールマン   | ユリアン・ノール ネナド・ジモニッチ               | 6–7(1), 3–6                |
| 準優勝 | 2.  | 2004年8月15日  | アテネ五輪           | ハード        | ニコラス・キーファー   | ニコラス・マスー フェルナンド・ゴンサレス         | 2–6, 6–4, 6–3, 6–7(7), 4–6 |
| 優勝   | 2.  | 2005年1月9日   | チェンナイ           | ハード        | 盧彦勲                 | マヘシュ・ブパシ ヨナス・ビョルクマン             | 7–5, 4–6, 7–6(4)           |
| 準優勝 | 3.  | 2005年7月4日   | グシュタード         | クレー        | ミヒャエル・コールマン | フランティシェク・チェルマク レオシュ・フリエドル | 6–7(6), 6–7(11)            |
| 準優勝 | 4.  | 2006年6月18日  | ハーレ               | 芝            | ミヒャエル・コールマン | ファブリス・サントロ ネナド・ジモニッチ           | 0–6, 4–6                   |
| 優勝   | 3.  | 2008年4月14日  | ヒューストン         | クレー        | エルネスツ・ガルビス   | パブロ・クエバス マルセル・グラノリェルス         | 7–5, 7–6(3)                |
| 準優勝 | 5.  | 2007年2月19日  | サンノゼ             | ハード        | クリス・ハガード       | エリック・バトラック ジェイミー・マリー           | 5–7, 6–7(6)                |
| 優勝   | 4.  | 2008年5月4日   | ミュンヘン           | クレー        | ミヒャエル・ベラー     | スコット・リプスキー デイビッド・マーティン       | 7–5, 3–6, [10–8]           |

## 4大大会シングルス成績
略語の説明
| W | F | SF | QF | #R | RR | Q# | LQ | A | Z# | PO | G | S | B | NMS | P | NH |

W=優勝, F=準優勝, SF=ベスト4, QF=ベスト8, #R=#回戦敗退, RR=ラウンドロビン敗退, Q#=予選#回戦敗退, LQ=予選敗退, A=大会不参加, Z#=デビスカップ/BJKカップ地域ゾーン, PO=デビスカップ/BJKカッププレーオフ, G=オリンピック金メダル, S=オリンピック銀メダル, B=オリンピック銅メダル, NMS=マスターズシリーズから降格, P=開催延期, NH=開催なし.
| 大会           | 1996 | 1997 | 1998 | 1999 | 2000 | 2001 | 2002 | 2003 | 2004 | 2005 | 2006 | 2007 | 2008 | 2009 | 2010 | 2011 | 2012 | 通算成績 |
| -------------- | ---- | ---- | ---- | ---- | ---- | ---- | ---- | ---- | ---- | ---- | ---- | ---- | ---- | ---- | ---- | ---- | ---- | -------- |
| 全豪オープン   | LQ   | LQ   | LQ   | 1R   | 2R   | 4R   | 3R   | F    | 1R   | 2R   | 1R   | 1R   | 2R   | 1R   | 2R   | 1R   | LQ   | 14–13    |
| 全仏オープン   | A    | LQ   | LQ   | 1R   | 1R   | 1R   | 2R   | 4R   | 1R   | 1R   | 1R   | LQ   | 1R   | 1R   | 1R   | 1R   | A    | 4–12     |
| ウィンブルドン | LQ   | LQ   | 1R   | 2R   | 3R   | 2R   | 3R   | 4R   | 3R   | 1R   | 1R   | A    | SF   | 2R   | 2R   | 2R   | A    | 19–13    |
| 全米オープン   | A    | LQ   | LQ   | 1R   | 3R   | 2R   | 1R   | 4R   | 1R   | 2R   | 1R   | 1R   | 1R   | 1R   | 1R   | A    | A    | 7–12     |

※: 2003年全豪3回戦の不戦勝は通算成績に含まない